# 新场镇 (夹江县)
新场镇，是中华人民共和国四川省乐山市夹江县下辖的一个乡镇级行政单位。2019年9月，撤销青州乡、梧凤乡和土门乡，将其所属行政区域划归新场镇管辖。

## 行政区划
新场镇下辖以下地区：
江山村、普益村、黄林村、新场村、肖坪村、合兴村、星和村和红旗村、土门铺社区、铁道村、民益村、骑江村、交通村、万福村、白云村和江祠村、东山村、建国村、金河村、金星村、团结村、魏沟村、紫荆村和石滩村、黎明村、杨冲村、王坎村、余沟村、红华村和朱坝村。